# Alfred Rinderspacher
Alfred Rinderspacher (* 3. Juli 1936 in Baden-Baden; † 4. Dezember 2024 in Kaiserslautern) war ein deutscher Fagottist und Hochschullehrer.

## Leben
Alfred Rinderspacher studierte von 1953 bis 1960 an den Musikhochschulen in Mannheim, Frankfurt am Main und Freiburg die Fächer Fagott, Violoncello und Klavier. Im Jahr 1960 wurde er Solofagottist im Orchester des Pfalztheaters in Kaiserslautern. In den Jahren von 1973 bis 1988 war er Lehrbeauftragter an der Musikhochschule des Saarlandes in Saarbrücken und wurde dort im Jahr 1980 zum Professor ernannt. Zusätzlich hatte er von 1981 bis 1986 einen Lehrauftrag an der Hochschule für Musik und Darstellende Kunst Mannheim. Im Jahr 1988 erhielt er ebendort einen Ruf auf eine hauptamtliche Professur und unterrichtete bis 2011 die Fächer Fagott, Kammermusik und Bläsermethodik. Im Jahr 1993 erhielt er einen Ruf an die Hochschule der Künste Berlin, den er nicht annahm. Von 1994 bis 1999 war er Gastprofessor an der Hochschule für Musik und Darstellende Kunst Frankfurt am Main.
Rinderspacher gab zahlreiche Konzerte als Solist, Kammermusik- und Continuospieler. Er war u. a. Mitglied der Westdeutschen Bläsersolisten, der Südwestdeutschen Barocksolisten und des Philharmonischen Sextetts Baden-Baden. Zudem wirkte er bei vielen Schallplatten-, Rundfunk- und Fernsehaufnahmen mit.
Schüler von ihm war unter anderem Stefan Schweigert.
Alfred Rinderspacher starb am 4. Dezember 2024 im Alter von 88 Jahren in Kaiserslautern.

## Auszeichnungen
Im Jahr 2001 wurde ihm für seine künstlerischen, pädagogischen und beruflichen Erfolge das Bundesverdienstkreuz am Bande verliehen. 2016 wurde er zum Ehrenmitglied des Pfalztheaters Kaiserslautern ernannt. In den 28 Jahren am Pfalztheater war er als Orchestervorstand und Personalrat maßgeblich am Erhalt und an der Aufstockung des Orchesters des Pfalztheaters beteiligt, hieß es in der Begründung.

## Besondere Tätigkeiten
- Vorsitzender des Bundesfachausschusses Musikberufe im Deutschen Musikrat
- Mitglied der Auswahlkommission im Fachbereich Musik des Deutschen Akademischen Austauschdienstes (DAAD)
- Sonderbeauftragter der Deutschen Orchestervereinigung für Hochschulausbildungs- und Nachwuchsfragen
- Mitglied des Deutschen Wissenschaftsrats
- Dozent und Juror bei verschiedenen nationalen und internationalen Kammermusikkursen und Wettbewerben in Deutschland, Schweden, Griechenland, Russland, Finnland, Italien
- Mitglied der Berufungskommissionen Fagott der Musikhochschulen in Basel, Lübeck, Weimar und Frankfurt. Gastprofessor und ständiger Fachprüfer (Fachexperte) der Musikakademie (Musikhochschule) in Basel.

## Veröffentlichungen
- Vorträge, Feuilletonbeiträge und Rezensionen in Fachzeitschriften (u. a. Das Orchester, Üben & Musizierten, nmz).
- Herausgabe von Orchesterstudien für Fagott bei Edition Peters, Frankfurt/M.